# Patrick El Mabrouk

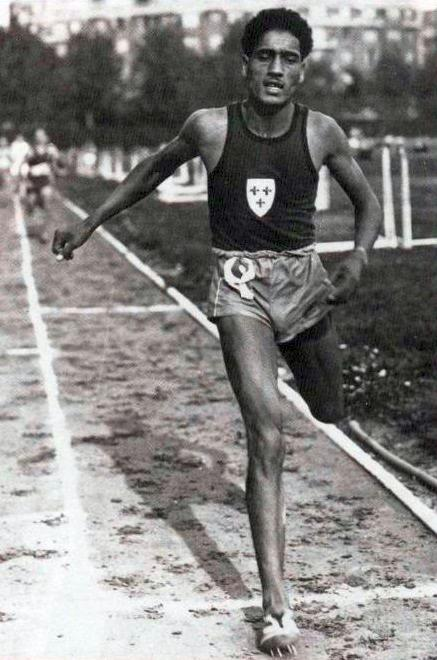
Mohamed „Patrick“ El Mabrouk

Mohamed „Patrick“ El Mabrouk (* 30. Oktober 1928 in Tagla, Algerien; † 3. Februar 1994 in Paris) war ein französischer Mittelstreckenläufer.
Bei den Europameisterschaften 1950 in Brüssel gewann er Silber über 1500 Meter. Im Jahr darauf siegte er bei den Mittelmeerspielen über 800 und 1500 Meter. Bei den Olympischen Spielen 1952 in Helsinki würde er Fünfter über 1500 Meter und schied über 800 Meter im Vorlauf aus. 1954 kam er bei den Europameisterschaften in Bern über 800 Meter nicht über die erste Runde hinaus.
Viermal wurde er französischer Meister über 800 Meter (1951, 1953–1955) und fünfmal über 1500 Meter (1949–1953).

## Persönliche Bestzeiten
- 800 m: 1:50,1 min, 8. Juli 1951, Colombes
- 1500 m: 3:46,0 min, 26. Juli 1952, Helsinki
- 1 Meile: 4:08,6 min, 27. Mai 1951, Paris